# 秋田延季
秋田 延季（あきた のぶすえ）は、陸奥国三春藩の第5代藩主。秋田家第7代当主。第4代藩主・秋田頼季の長男。
生母は父頼季の側室だった市川氏である。後に父頼季の正室の秋田氏の養子となる。享保19年（1734年）2月28日、将軍徳川吉宗にお目見えする。享保20年12月16日、従五位下河内守に叙任する。寛保3年（1743年）7月22日、父頼季の死により跡を継ぐ。寛延3年（1750年）7月22日、弟の定季を養子に迎える。宝暦元年（1751年）9月23日、隠居し、養子定季に家督を譲った。安永2年（1773年）に死去。公式上での享年は56。

## 系譜
父母
- 秋田頼季（父）
- 市川氏 ー 側室（母）

子女
- 秋田倩季（次男）
- 秋田季高（三男）
- 安東季保（四男）
- 岩瀬氏紀（五男）
- 秋田季周（六男）
- 細川昌元（七男）
- 幸子 ー 京極高中正室
- 永井直視正室後に井戸弘雄室

養子
- 秋田定季 ー 実弟